# Live at the AFAS Live
Live at the AFAS Live è il sesto album dal vivo del gruppo musicale olandese Epica, pubblicato il 6 ottobre 2023 dalla Nuclear Blast.

## Descrizione
Uscito esclusivamente in edizione digitale, il disco contiene una selezione di sette brani eseguiti il 27 gennaio 2023 presso l'AFAS Live di Amsterdam.

## Promozione
Al fine di anticipare l'uscita del disco, il gruppo ha reso disponibile quattro singoli con relativi video: Rivers (9 marzo) eseguito con gli Apocalyptica, Unleashed (6 giugno), Consign to Oblivion (27 luglio) e Beyond the Matrix (1º settembre). Di Code of Life è invece stato diffuso solo il video, contemporaneamente alla pubblicazione dell'album.

## Tracce
1. Unleashed – 6:01 (testo: Simone Simons – musica: Coen Janssen, Mark Jansen, Isaac Delahaye)
2. The Skeleton Key – 5:15 (testo: Simone Simons – musica: Rob van der Loo, Epica)
3. Rivers (feat. Apocalyptica) – 4:58 (testo: Simone Simons – musica: Rob van der Loo, Epica)
4. Code of Life – 6:15 (testo: Simone Simons – musica: Coen Janssen, Epica)
5. Cry for the Moon – 8:17 (testo: Mark Jansen – musica: Mark Jansen, Ad Sluijter, Simone Simons)
6. Beyond the Matrix – 6:54 (testo: Mark Jansen – musica: Isaac Delahaye, Epica)
7. Consign to Oblivion – 9:58 (testo: Mark Jansen – musica: Mark Jansen, Ad Sluijter)

## Formazione
Gruppo
- Simone Simons – voce
- Mark Jansen – voce gutturale, chitarra
- Isaac Delahaye – chitarra
- Coen Janssen – tastiera
- Rob van der Loo – basso
- Ariën van Weesenbeek – batteria

Altri musicisti
- Apocalyptica – violoncelli (traccia 3)

Produzione
- Joost van den Broek – produzione, ingegneria del suono, montaggio, missaggio
- Epica – produzione
- Darius van Helfteren – mastering